# Bethany (Indiana)
Bethany és una població dels Estats Units a l'estat d'Indiana. Segons el cens del 2000 tenia 94 habitants.

## Demografia
Segons el cens del 2000, Bethany tenia 94 habitants, 30 habitatges, i 24 famílies. La densitat de població era de 453,7 habitants per km².
Dels 30 habitatges en un 50% hi vivien nens de menys de 18 anys, en un 70% hi vivien parelles casades, en un 0% dones solteres, i en un 20% no eren unitats familiars. En el 13,3% dels habitatges hi vivien persones soles el 6,7% de les quals corresponia a persones de 65 anys o més que vivien soles. El nombre mitjà de persones vivint en cada habitatge era de 3,13 i el nombre mitjà de persones que vivien en cada família era de 3,46.
Per edats la població es repartia de la següent manera: un 33% tenia menys de 18 anys, un 10,6% entre 18 i 24, un 30,9% entre 25 i 44, un 18,1% de 45 a 60 i un 7,4% 65 anys o més.
L'edat mediana era de 37 anys. Per cada 100 dones de 18 o més anys hi havia 110 homes.
La renda mediana per habitatge era de 22.344 $ i la renda mediana per família de 56.250 $. Els homes tenien una renda mediana de 25.000 $ mentre que les dones 12.500 $. La renda per capita de la població era de 16.967 $. Cap de les famílies i l'1,9% de la població estaven per davall del llindar de pobresa.

## Poblacions més properes
El següent diagrama mostra les poblacions més properes.